# Consol Tomàs i Salvany

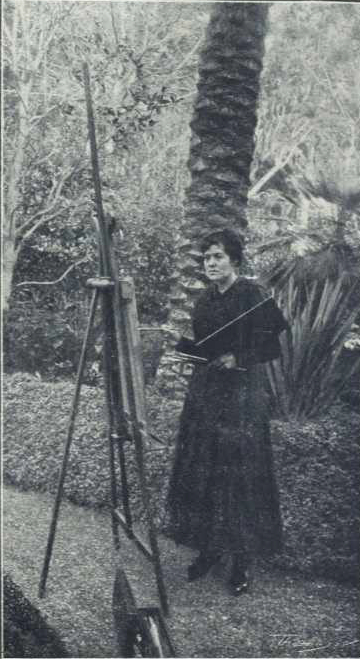
Consol Tomàs pintant a l'aire lliure, 1917.

Consol Tomàs-Salvany i Claramunt, també coneguda com a Consuelo Tomàs Salvany (Barcelona, 15 d'agost de 1883 - 2 de juny de 1973) va ser una pintora catalana activa a principis del segle xx.

## Biografia
El seu pare era Tomàs Tomàs i Salvany, nascut a Valls, i la seva mare Magdalena Claramunt i Escoda, natural d'Igualada. La família vivía a Vallcarca i els Penitents al carrer Nostra Senyora del Coll, 30 torre. Era germana de la també pintora Mercè Tomàs i Salvany i neboda de l'escriptor Joan Tomàs i Salvany i del polític Josep Tomàs i Salvany.
Consol Tomàs és un exemple més de les pintores actives a principis del segle XX a la ciutat de Barcelona, de les quals se’n té informació molt puntual. Tant ella com la seva germana van seguir una trajectòria artística paral·lela, com ho demostra el fet que en les poques notícies que se n'han trobat apareixen exposant conjuntament.
Van ser deixebles dels pintors Joan Baixas, que va organitzar classes d'art exclusivament per a dones, i Arcadi Mas i Fondevila, que els va perfeccionar la tècnica artística i consten per primer cop formant part de la primera edició de les exposicions femenines que va organitzar la Sala Parés de Barcelona entre 1896 i 1900, on la premsa va lloar «sus vibrantes escenarios a pleno sol». En la darrera d'aquestes mostres, l'any 1900, se cita també una C. Tomàs. A finals de 1904 les dues germanes van participar en l'exposició de pintura i dibuix de l'Acadèmia Baixas de Barcelona.
D'altra banda, sembla que van exposar individualment per primer cop a la Sala Parés l'abril de 1910, segons la revista La Actualidad que els va dedicar un article. Hi van presentar una quarantena d'obres de flors, paisatges, jardins barcelonins i algunes figures. La crítica lloava les qualitats que habitualment es destacaven d'una pintora («elegancia, delicadeza») però deixava palesa una sòlida formació artística i una certa personalitat estilística. L'article també reproduïa quatre de les obres exposades, dues de les quals, titulades Estudio i Niña con flores, eren de Consuelo. La revista Feminal també els va dedicar un article monogràfic en el qual feia un judici més neutral, ressaltant la seva gran destresa en els estudis del natural i la seva independència creativa respecte als pintors de paisatge contemporanis. Per la seva banda, la crítica de La Vanguardia va ressaltar dos olis de la pintora, Estudi de jardí i Escala del jardí, així com dos pastels. En altres espais de la galeria paral·lelament hi exposaven obres els escultors Eusebi Arnau i Gerard Benlliure.
Les dues germanes van exposar en solitari a la mateixa Sala Parés l'abril de 1912, on van presentar dinou obres de temàtica diversa, de les quals la premsa va elogiar de nou el seu bon ofici i un bon tractament de la llum i del color. Van repetir l'any 1916 i se’n van fer ressò les revistes Mundo Gráfico de Madrid i Feminal, que va publicar una fotografia de les dues germanes a la sala d'exposicions i una d'una obra titulada Interior.
L'any 1917 la revista Feminal de nou els dedicava un article, escrit per Joaquim Ciervo i amb fotografies de Francesc Serra, en què les pintores es veien pintant a l'aire lliure, i les assenyalava com a pintores de paisatge. De l'estil de Consol destacava l'ús d'una certa tonalitat grisosa que donava atmosfera i velava els paisatges.

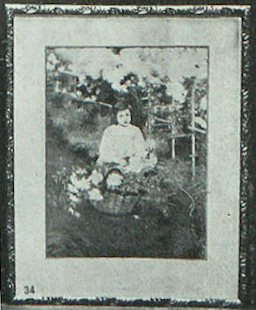
Niña con flores, 1910
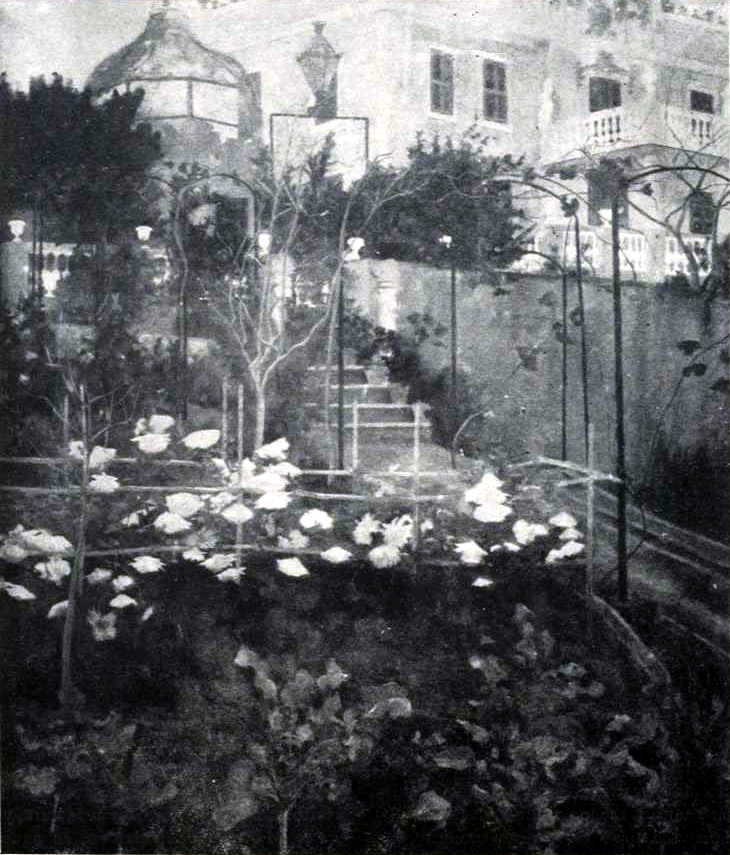
Vista d'un jardí, 1917
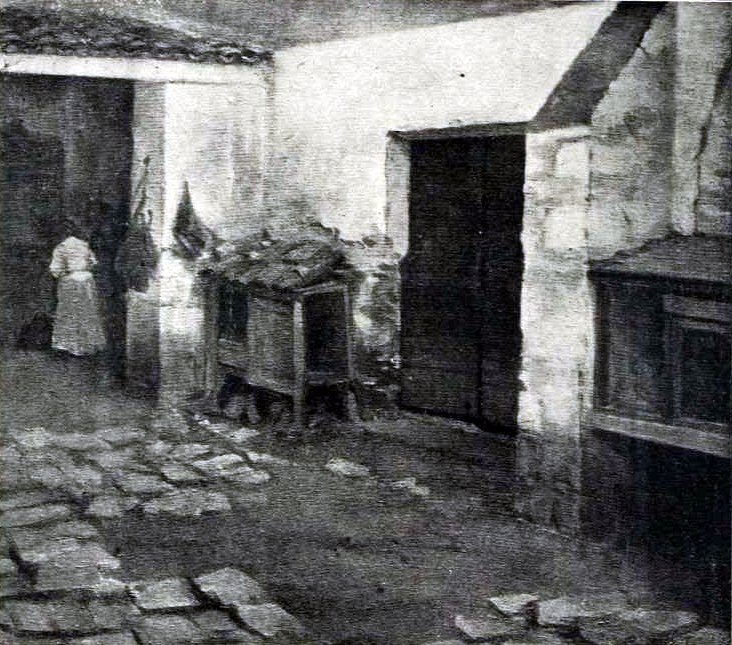
Vista d'un pati, 1917